# Meron (Izrael)
Meron též Mejron (hebrejsky מֵירוֹן, v oficiálním přepisu do  angličtiny Meron) je vesnice typu mošav v Izraeli, v Severním distriktu, v Oblastní radě Merom ha-Galil.

## Geografie
Leží v nadmořské výšce 694 metrů, v Horní Galileji, cca 35 kilometrů východně od břehů Středozemního moře. Je situován na východním okraji masivu Har Meron. Od města Safed je oddělen náhorní planinou, do níž se zařezává údolí vádí Nachal Amud. Podél jižního okraje vesnice do něj směřuje vodní tok Nachal Meron.
Obec se nachází cca 118 kilometrů severovýchodně od centra Tel Avivu, cca 47 kilometrů severovýchodně od centra Haify a cca 5 kilometrů severozápadně od Safedu. Meron obývají Židé, přičemž osídlení v tomto regionu je převážně židovské. 5 kilometrů na jihozápad leží město Bejt Džan, které obývají Drúzové. Oblasti, které obývají izraelští Arabové, leží dál k západu a jihozápadu. 4 kilometry na sever ale leží město Džiš osídlené izraelskými Araby.
Obec Meron je na dopravní síť napojena pomocí dálnice číslo 89 ze Safedu do Ma'alot-Taršicha. Z ní tu k jihu odbočuje místní silnice číslo 866.

## Dějiny

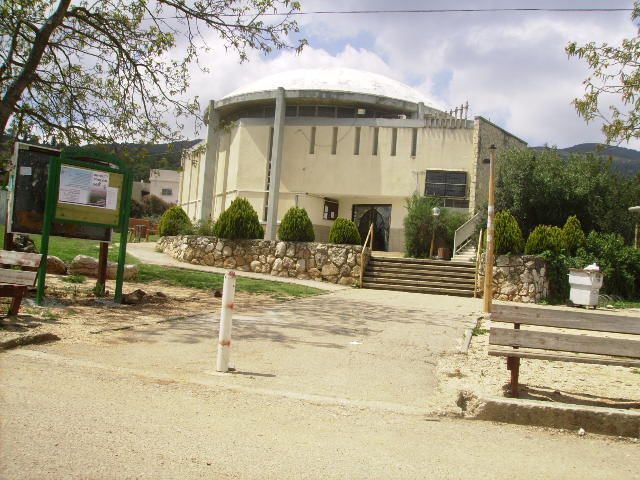
Budova synagogy v mošavu Meron

Mošav Meron byl založen v roce 1949. Zakladateli obce byla skupina židovských přistěhovalců z Maďarska a Polska. Vesnice je nazvána podle stejnojmenného starověkého židovského sídla v této lokalitě. První tři roky pobývali osadníci v Meronu poblíž zdejší hrobky starověkého rabína Šim'ona bar Jochaje, která je poutním židovským místem. V roce 1952 se kvůli nedostatku vody a bezpečnostním ohledům přemístili do nynější lokality, blíže k silnici, kde vyrostla nová vesnice.
Jméno starověkého židovského Meronu až do roku 1948 uchovávala arabská vesnice Mirun stojící nedaleko jihozápadního okraje nynějšího mošavu. V roce 1931 v ní žilo 189 lidí a stálo tu 47 domů. V obci fungovala chlapecká základní škola. Během války za nezávislost v roce 1948 byla vesnice dobyta izraelskými silami a arabské osídlení tu skončilo. Zástavba pak byla z větší části zbořena, s výjimkou historických staveb židovské provenience.
Dobytí arabského Mirunu se odehrálo během Operace Hiram v říjnu 1948 a podílela se na něm 7. brigáda pod velením plukovníka Bena Dunkelmana, která obsahovala i skupinu Čerkesů. 28. října 1948 vyrazila ze Safedu. V prostoru Mirunu se pak odehrály těžké boje, po kterých se Arabové stáhli a nechali zde 80 svých padlých.
Při oslavách Lag ba-omer 30. dubna 2021 zde zemřely v tlačenici desítky poutníků.

## Ekonomika
Ekonomika mošavu Meron je založena na zemědělství a turistice, včetně náboženských poutí, které se zde konají hlavně během svátku Lag ba-omer. Severně od vesnice leží komplex se sídlem úřadů Oblastní rady Merom ha-Galil. V mošavu Meron funguje obchod, synagoga, sportovní areály a společenské centrum. Dále je tu k dispozici zařízení předškolní péče o děti a základní škola.

## Demografie
Obyvatelstvo mošavu Meron je nábožensky orientované. Podle údajů z roku 2014 tvořili populaci v Meron Židé (včetně statistické kategorie "ostatní", která zahrnuje nearabské obyvatele židovského původu ale bez formální příslušnosti k židovskému náboženství).
Jde o menší sídlo vesnického typu s dlouhodobě stagnujícím počtem obyvatel. K 31. prosinci 2014 zde žilo 901 lidí. Během roku 2014 populace stoupla o 1,5 %.
| Rok            | 1961 | 1972 | 1983 | 1995 | 2001 | 2003 | 2004 | 2005 | 2006 | 2007 | 2008 | 2009 | 2010 | 2011 | 2012 | 2013 | 2014 |
| -------------- | ---- | ---- | ---- | ---- | ---- | ---- | ---- | ---- | ---- | ---- | ---- | ---- | ---- | ---- | ---- | ---- | ---- |
| Počet obyvatel | 299  | 272  | 508  | 758  | 804  | 802  | 794  | 817  | 817  | 798  | 822  | 950  | 939  | 961  | 833  | 888  | 901  |